# Электричество (альбом)
«Электричество. История Аквариума — том II» — концертно-студийный альбом группы «Аквариум». Является вторым томом антологии «Истории Аквариума».

## История создания
Первая сторона альбома — концертная, запись сделанная на концерте в грузинском городе Гори (12 марта 1980 года) вскоре после ставшего для «Аквариума» скандальным рок-фестиваля «Весенние ритмы» в Тбилиси. Концерт в Гори был отснят на профессиональную аппаратуру финским телевидением. Гребенщиков вместе с А. Троицким позже нашли эти записи в Москве, они и стали первой стороной «Электричества».
Вторая сторона записана в студии Андрея Тропилло в Доме юного техника на Охте. Теперь играли не только без лидер-гитариста, но и без Фагота. На смену Губерману пришёл Александр Кондрашкин. В самом конце работы над «Треугольником» в творческий процесс влился Курёхин, роль которого в аранжировках «Электричества» переоценить сложно. В одну из ночей в студии внезапно появился Губерман, сыгравший барабанную партию в «Прекрасном дилетанте».
Изображение газовой плиты в лесу, ставшее лицевой стороной «Электричества», было сделано Андреем «Вилли» Усовым, когда он собирал грибы в одном из лесов в Карелии. На задней стороне обложки — фото музыкантов и надпись после списка песен: «Записи 80 и 81 гг. Спасибо всем, кто помогал и кто не мешал делать эту музыку».
«Электричество» вышел раньше альбома-сборника «Акустика. История Аквариума — том 1». По словам БГ, заминка с выпуском «Акустики» произошла из-за того, что обложка для него была ещё не готова.
На концерте в Гори, помимо песен, вошедших в альбом, исполнялись песни «С той стороны зеркального стекла», «Homo hi-fi» и «Блюз свиньи в ушах». В последней музыкантам «Аквариума» подыграли Дмитрий Гусев на губной гармошке и Михаил Кордюков на ударных.
Студийная версия песни «Кусок жизни» вышла в альбоме «Табу». Песня «Летающая тарелка» была написана после прочтения в газете «Известия» сообщения о появлении в Петрозаводске летающей тарелки (20 сентября 1977 года).
Изначально продолжительность альбома составляла 50 минут (вместо вмещающихся на бобины 40 минут). Подпольные дистрибьюторы распространяли альбом так: вначале плёнки записывали студийную часть «Электричества», а в качестве бонуса шёл концерт. У тех, кто фиксировал альбом в каноническом виде, на плёнку не вмещались последние две песни «Мне было бы легче петь» и «Кто ты теперь?», и слушатели были уверены, что «Прекрасный дилетант» — финальная песня альбома.
Текстовые купюры, использованные в альбоме:
- «И кто-то здесь, а кто-то в отказе…» — «И кто-то здесь, а кто-то будет…»
- «Что она устала, она о…ела…» — «Что она устала, она недоела…»
- «И ей пора выйти замуж за финна» — «И ей пора выйти замуж за Ино»
- «Его я встретил на углу, и в нём не понял ни хрена» — «Его я встретил на углу, и в нём не понял ничего»
- «И я сказал: „Иди ты на…!“» — «И я сказал: „…“»
- «И каждый пьян, как свинья» — «И каждый похож на меня»
- «Я над этим говном не стал бы летать никогда» (изначальный вариант песни 1977 года) — «Я над местом таким не стал бы летать никогда»

## Участники записи
Аквариум:
- БГ — гитара, вокал
- Всеволод Гаккель — виолончель, вокал
- Андрей Романов — флейта, синтезатор «ARP Omni» (на концерте в Гори), вокал
- Михаил Файнштейн-Васильев — бас-гитара
- Евгений Губерман — ударные (концерт в Гори и «Прекрасный Дилетант»)
- Александр Кондрашкин — ударные (студийная часть, кроме «Прекрасного Дилетанта»)
- Александр «Фагот» Александров — фагот (концерт в Гори)

Приглашенные музыканты:
- Сергей Курёхин — фортепиано (студийная часть)
- Владимир Козлов («Союз Любителей Музыки Рок») — соло-гитара (студийная часть)
- Мартиньш Браун («Сиполи») — синтезатор «ARP Omni» (на концерте в Гори)

## Список композиций
Музыка и тексты во всех песнях — БГ, кроме специально отмеченной.
1. Герои (3:07)
2. Марина (3:38)
3. −30 (5:40)
4. Death of King Arthur (2:27) (БГ, А. Романов — Т. Мэлори)[источник не указан 3835 дней]
5. Блюз простого человека (3:23)
6. Кусок жизни (3:10)
7. Летающая тарелка (3:56)
8. Мой друг музыкант (8:08)
9. Вавилон (3:37)
10. Прекрасный дилетант (3:58)
11. Мне было бы легче петь (2:57)
12. Кто ты теперь? (5:27)

### Бонус-треки
Присутствуют на диске «Антология — III. Электричество»
1. Блюз простого человека (studio version) (2:59)
2. Ребята ловят кайф (3:52)
3. Белое reggae (4:04)

«Блюз простого человека» записана в студии А. Тропилло осенью 1980 года при помощи советской драм-машины «Лель». «Ребята ловят кайф» и «Белое reggae» — запись с концерта в ДК Кусковского химзавода 26 июня 1981 года, в 2013 году песни с этого концерта вошли в сборник «Тайная история пчеловодства».

## Переиздания
- 1999 год — студия «Триарий» издала альбом на CD.
- 2002 год — альбом переиздан на CD в рамках проекта «Антология». В этом издании добавлены бонус-треки.